# 防府市立松崎小学校
防府市立松崎小学校（ほうふしりつまつざきしょうがっこう）は、山口県防府市東松崎町にある公立小学校。1873年（明治6年）に芦樵寺境内に開校した宮市小学が起源である。2017年度の児童数は578人。

## 歴史
1873年（明治6年）3月、現在地よりやや北に位置する宮市前小路の芦樵寺に、「宮市小学」として開校。1876年に下鳥居（天神町）に移り、松崎小学校と改称した。1911年、現在地に校舎および講堂を着工。1913年（大正2年）に竣工し、70年あまりに渡り使われた。1978年（昭和53年）から1981年にかけて、鉄筋3階建てに改築された。

## 卒業生
- 種田山頭火[1] - 自由律俳句の俳人。
- 髙樹のぶ子[4] - 芥川賞作家。昭和30年代に当校で小学生時代を過ごした当時の自伝的小説『マイマイ新子』、および同作を原作としたアニメーション映画『マイマイ新子と千年の魔法』では周防国衙跡や佐波神社などとともに、主要な舞台として描かれた[5]。
- 池田豊- 防府市長